# Бродяга Генри Ли Лукас
«Бродяга Генри Ли Лукас» (англ. Drifter: Henry Lee Lucas) — фильм режиссёра Майкла Фейфера. Основан на реальных событиях из жизни известного американского серийного убийцы Генри Ли Лукаса.

## Сюжет
Фильм-биография серийного убийцы Генри Ли Лукаса. Жестокая мать, отец — инвалид и алкоголик, травма глаза, полученная во время драки с братом — детство будущего преступника нельзя назвать радостным. Повзрослев, он вместе с сообщником Оттисом Тулом и его племянницей Бекки Пауэлл начинает своё кровавое путешествие по Америке.

## В ролях
- Антонио Сабато мл. — Генри Ли Лукас
- Джон Дил — шериф
- Костас Соммер — Оттис Тул